# In the Spirit of Things
《In the Spirit of Things》는 1988년 10월 25일에 발매된 미국의 록 밴드 캔자스의 열한 번째 스튜디오 음반이다. 1951년 캔자스주의 실제 도시 네오쇼 폴스를 강타한 홍수에 대한 이야기를 담은 매우 느슨하게 구성된 콘셉트 음반이다. 1975년 《Masque》 이후 히트 싱글이 없는 캔자스 음반은 이 음반이 처음이다.

## 배경
저자 댄 피츠제럴드에 따르면 리치 윌리엄스는 《Ghost Towns of Kansas, Volume II》 (1979년), 특히 네오쇼 폴스에 관한 챕터를 읽은 후 영감을 받아 이 음반을 만들었다고 한다.
이 음반은 메이저 레이블을 위한 캔자스의 마지막 스튜디오 활동이다. MCA 레코드는 발매 직후 수많은 "나이든" 아티스트를 영입하고 티파니와 같은 현재 젊은 아티스트로 관심을 전환한 것으로 유명했기 때문에 별다른 홍보를 받지 못했다. 캔자스는 이러한 결정에 휘말렸고 음반은 상업적 실패를 기록했다. 이 레이블은 〈Stand Beside Me〉의 광택 비디오를 포함하여 음반에 대한 여러 홍보 자료를 제작했다. 이 노래는 MTV에서 정기적으로 재생되었으며, 이 싱글은 음반 록 차트에 올랐으며, 캔자스 싱글의 마지막 싱글은 모든 형식으로 차트에 올랐다. 12인치 프로모션 싱글인 〈I Counted on Love〉, 임포트 에디트 CD 싱글인 〈House on Fire〉, 소형 CD 싱글인 〈Stand Beside Me〉 등 다른 곡들도 홀수 형식으로 발매되었다. 이 음반은 또한 2016년 《The Prelude Implicit》이 발매될 때까지 바이닐 형식으로 등장한 마지막 캔자스 음반이기도 한다.

## 반응
| 전문가 평가                   | 전문가 평가 |
| 평가 점수                     | 평가 점수   |
| 출처                          | 점수        |
| ----------------------------- | ----------- |
| AllMusic                      | [ 3 ]       |
| The Rolling Stone Album Guide | [ 4 ]       |

회고적 리뷰에서 올뮤직은 이 음반을 "그룹에서 가장 일관된 음반 중 하나이며, 나중에 쉽게 하이라이트가 될 수 있다"고 평가했다. 그들은 음반의 날짜가 오래된 프로듀싱과 1970년대 히트곡에 비할 만한 싱글이 없다고 비판했지만 캔자스에서 가장 집중적으로 작업한 음반 중 하나라고 주장했다.

## 곡 목록
| #  | 제목                   | 작사·작곡                                     | 재생 시간 |
| -- | ---------------------- | --------------------------------------------- | --------- |
| 1. | 〈Ghosts〉             | 스티브 월시, 스티브 모스, 밥 에즈린           | 4:18      |
| 2. | 〈One Big Sky〉        | 하워드 클라인펠드, 마이클 댄 에믹             | 5:17      |
| 3. | 〈Inside of Me〉       | 모스, 월시                                    | 4:42      |
| 4. | 〈One Man, One Heart〉 | 마크 스피로, 댄 허프                          | 4:20      |
| 5. | 〈House on Fire〉      | 월시, 모스, 에즈린, 필 에하트                 | 4:42      |
| 6. | 〈Once in a Lifetime〉 | 안토니나 아르마토, 데니스 모건, 앨버트 해먼드 | 4:14      |

| #   | 제목                     | 작사·작곡                | 재생 시간 |
| --- | ------------------------ | ------------------------ | --------- |
| 7.  | 〈Stand Beside Me〉      | 마크 조던, 브루스 게이치 | 3:28      |
| 8.  | 〈I Counted on Love〉    | 모스, 월시               | 3:33      |
| 9.  | 〈The Preacher〉         | 월시, 모스               | 4:18      |
| 10. | 〈Rainmaker〉            | 월시, 모스, 에즈린       | 6:44      |
| 11. | 〈T.O. Witcher (기악)〉  | 모스                     | 1:39      |
| 12. | 〈Bells of Saint James〉 | 월시, 모스               | 5:39      |